# Втрати у російсько-українській війні (з 2014)
У статті наведені сумарні оцінки людських втрат у російсько-українській війні: українських військових, цивільних жертв, і втрат проросійської сторони — російських військових і проросійських збройних структур (окупаційних корпусів з 2015 року та збройних угруповань у 2014 році).
За період 2014—2021 років, за даними ООН, у війні загинуло 13100—13300 осіб. З них щонайменше 3375 цивільних осіб, приблизно 4150 українських військових та приблизно 5700 членів проросійських сил. Всього було 29500—33500 поранених: 7000—9000 цивільних осіб, 9700—10700 українських військових та 12700—13700 проросійських сил.
У серпні 2023 року, за даними New York Times, число жертв у військах України і Росії з початку широкомасштабного вторгнення 2022 року сягнуло 500 тис. осіб: Україна втратила 70 тис. загиблими і 100—120 тис. пораненими, Росія втратила 120 тис. загиблими і 170—180 тис. пораненими.
У листопаді 2024 року Дональд Трамп, посилаючись на дані розвідки США, назвав втрати сторін у війні загиблими та пораненими: 400 тис.  українських військових та 600 тис. російських. Трохи згодом Ллойд Остін сказав, що Росія втратила 700 тис. осіб.
На початку лютого 2025 року Президент України Володимир Зеленський в інтервʼю британському журналісту повідомив, що у війні проти Росії загинули 45 100 українських військових, ще 390 тис. отримали поранення. Майже одночасно, в інтерв’ю для новинного телевізійного каналу США NBC News він зазначив, що з початку повномасштабного вторгнення загинули понад 46 000 українських військових, ще близько 380 тис. зазнали поранень.

## Загальні втрати
Першою цивільною жертвою російського вторгнення в Україну став Решат Аметов. Він був викрадений 3 березня 2014 року о 12:00 з одиночного мітингу на підтримку України в центрі Сімферополя, вивезений російськими спецслужбами у гори, де його піддавали тортурам і стратили ударом ножа в око. Тіло було знайдене 15 березня у селищі Земляничне Білогірського району. За словами Юрія Бутусова, таким чином російська сторона вчинила акт залякування.
Від початку мирних протестів у листопаді 2013 року на Майдані Незалежності у Києві до 5 травня 2014 року в Україні було вбито близько 250 осіб. Про це повідомив помічник Генерального секретаря ООН з прав людини Іван Шимонович.
14 травня 2014 року Микола Гошовський, начальник Головного управління Генеральної прокуратури України з нагляду за дотриманням законів у кримінальному провадженні, заявив, що на Донбасі від застосування вогнепальної зброї, яка потрапила до рук терористів, вже загинули 78 людей.
Станом на 1 червня 2014 року, за даними Генеральної прокуратури України, внаслідок злочинних дій громадян РФ загинуло 122 особи, а поранення отримали майже 200.
За повідомленням генерального прокурора України Олега Махніцького 3 червня 2014 року, через терористичну діяльність у Донецькій і Луганській областях загалом загинуло 181 і поранено 293 осіб, зокрема загинули 59 військовослужбовців.
За даними Міністерства охорони здоров'я України, з 15 квітня до 11 червня на Донбасі загинуло 257 осіб.
Станом на 26 липня 2014 року, за даними моніторингової місії з прав людини та Всесвітньої організації охорони здоров'я, щонайменше 1129 людей вбито і 3442 поранено у конфлікті на Донбасі.
В доповіді моніторингової місії Управління верховного комісара ООН з прав людини повідомляється, що за період бойових дій на Сході України до травня 2015 року загинуло принаймні 6 тис. 417 людей. З них — понад 600 жінок та дівчат. Ще 15 тис. 962 людини отримали поранення. Крім того, багато людей зникли безвісти. За даними ООН, загалом від воєнного конфлікту постраждали вже 5 мільйонів осіб, а понад 1 мільйон людей переїхали до інших регіонів України.
3 березня 2016 року голова моніторингової місії ООН озвучила інформацію, що за період з квітня 2014 до 15 лютого 2016 року зафіксовано 9167 вбитих і 21044 поранених в результаті бойових дій. Це число включає українських військовослужбовців, членів проросійських збройних груп, і цивільне населення.
20 лютого 2017 року Міністерство закордонних справ України оприлюднило заяву, згідно з якою від початку збройної агресії Росії проти України загинуло понад 9800 людей, близько 23000 потримали поранення, майже 1 млн 800 тис. стали вимушеними переселенцями.
Станом на 15 травня 2017 року, за даними ООН, за період конфлікту зафіксовано 10090 вбитих і 23966 поранених в результаті бойових дій.
В інтерв'ю від 19 червня 2017 року голова місії ООН Фіона Фрейзер повідомила, що ООН веде підрахунок усіх жертв конфлікту: українських військовослужбовців, цивільного населення і членів проросійських збройних груп. Фіона Фрейзер наголосила, що ця цифра, яка на момент інтерв'ю складала 10090 осіб, є лише їх оцінкою, причому заниженою. Ця цифра будується на основі офіційних даних, які ООН отримує від органів української влади, а також інформації від членів озброєних груп і їх речників. Місія ООН документує втрати серед цивільного населення. Сумарна цифра отримується як зведені разом усі попередні дані.
Станом на 15 серпня 2017 року, за даними ООН, з початку конфлікту на Донбасі у квітні 2014 року зафіксовано 10225 вбитих і 24541 поранену особу в результаті бойових дій. Це число включає українських військовослужбовців, членів проросійських збройних груп і цивільне населення.
На кінець 2018 року, згідно з даними Моніторингової місії ООН, з квітня 2014 року у війні на сході загинули 12800—13000 осіб. З них — близько 3300 цивільних, близько 4000 українських військовиків і близько 5500 проросійських бойовиків.
Станом на 31 жовтня 2019 року, за даними Управління верховного комісара ООН з прав людини, жертвами конфлікту стали 41—44 тис. осіб, з яких загинуло 13000—13200 осіб. Втрати українських військових оцінювали у приблизно 4100 загиблими та близько 9500—10500 осіб пораненими. Втрати цивільних — близько 3345 осіб загиблими (у тому числі 298 загиблих на борту рейсу MH17) і 7000—9000 пораненими. Втрати бойовиків — 5650 загиблих і 12500—13500 поранених. До цього числа входять як загиблі безпосередньо від бойових дій, так і внаслідок необережного поводження зі зброєю та вибухівкою, ДТП, хвороб під час служби в зоні конфлікту, а також убивств і самогубств.
Станом на 30 червня 2021 року, за даними Управління верховного комісара ООН з прав людини, загальна кількість людських втрат становить 42,5—44,5 тис. осіб, з яких загинуло 13200—13400 осіб, а було поранено 29600—33600. Це число включає 3390 загиблих і 7000—9000 поранених цивільних осіб, приблизно 4200 загиблих і 9800—10800 поранених українських військових, а також приблизно 5800 загиблих і 12800—13800 поранених проросійських бойовиків. До цього числа входять як загиблі безпосередньо від бойових дій, так і внаслідок необережного поводження зі зброєю та вибухівкою, ДТП, хвороб під час служби в зоні конфлікту, а також убивств і самогубств.
У серпні 2023 року New York Times, посилаючись на неназваних посадовців США, написало, що число жертв у військах України і Росії сягнуло 500 тис. осіб. Україна втратила 70 тис. загиблими і 100—120 тис. пораненими, Росія втратила 120 тис. загиблими і 170—180 тис. пораненими.
На осінь 2024 року загальні військові втрати обох сторін з початку повномасштабного вторгнення досягли 1 мільйона осіб вбитими та пораненими. Втрати цивільних точно невідомі. За даними ООН, в Україні поіменно зафіксовано близько 12 тис. загиблих та 25 тис. поранених мирних жителів. Але невідомою залишається кількість загиблих у Маріуполі та Волновасі. Так, кількість загиблих жителів Маріуполя в середньому оцінюється у 25 тис. осіб, мінімум у 8 тис., максимум - приблизно у 100 тис.

## Втрати силових структур України
Першим загиблим військовим був прапорщик Сергій Кокурін. Його вбили окупанти 18 березня 2014 року під час штурму сімферопольського фотограмметричного центру.
Станом на 16 травня 2014 року в антитерористичній операції в східних регіонах України загальні втрати зведених сил, які беруть у ній участь, склали: 21 загиблого (18 бійців ЗСУ, 3 бійців спецпідрозділу «Альфа») та 65 поранених (29 співробітників СБУ, 27 — ЗСУ, 1 медик ЗСУ, 5 військовослужбовців Внутрішніх військ, 1 співробітник МВС та 2 військовослужбовці Національної гвардії). 2 військовослужбовців ЗСУ вважаються безвісти зниклими.
У розслідуванні KyivPost від 18 травня 2014 року йдеться про щонайменше 24 загиблих військовослужбовців України під час Антитерористичної операції.
18 червня 2014 представник Міністерства оборони України повідомив, що за період збройного протистояння у східних регіонах України загинуло 147 військовослужбовців, поранено — 267.
Станом на кінець грудня 2022 року 144 учасників російсько-української війни посмертно представлено до найвищого державного звання Герой України.

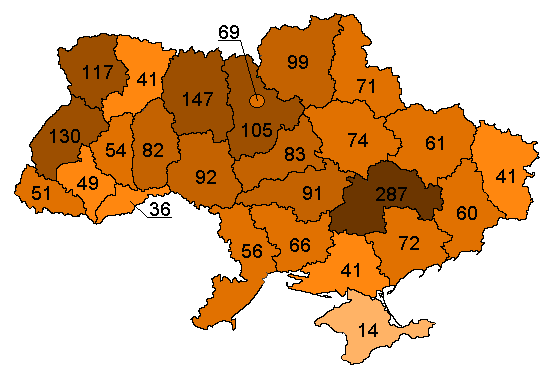
Розподіл загиблих у ході антитерористичної операції представників силових структур України у період з 18 березня 2014 р. до 15 квітня 2015 року за місцем народження

### Розподіл за часом
Втрати українських солдатів внаслідок бойових дій та нещасних випадків, пов'язаних з ними, за місяцями до 1 грудня 2021 року
2014 рік
- березень — 2
- квітень — 11
- травень — 71
- червень — 140
- липень — 325
- серпень — 713
- вересень — 190
- жовтень — 113
- листопад — 122
- грудень — 70

2015 рік
- січень — 274
- лютий — 297
- березень — 57
- квітень — 54
- травень — 75
- червень — 81
- липень — 81
- серпень — 85
- вересень — 43
- жовтень — 42
- листопад — 56
- грудень — 36

2016 рік — 564
2017 рік — 354
2018 рік — 227
2019 рік —170
2020 рік — 107
2021 рік — 110

### Розподіл за відомством
Зведені втрати загиблими станом на 1 грудня 2021 року
- Міністерство Оборони України — 3787
  - сухопутні війська — 2228
  - батальйони територіальної оборони — 756
  - високомобільні десантні війська — 536
  - повітряні сили — 71
  - військово-морські сили — 9
  - інші — 187
- Національна Гвардія України — 264
- Міністерство Внутрішніх Справ України — 154
- Державна Прикордонна Служба України — 88
- Служба Безпеки України — 22
- Інші підрозділи — 141

### 2022
На ранок 24 лютого було підтверджено смерть понад 40 українських солдатів і 18 цивільних. За оцінками Міністерства охорони здоров'я України, загалом загинуло 57 людей і 169 поранено. Спершу Генштаб ЗСУ повідомляв, що при обороні острова Зміїний полягло 13 прикордонників, але згодом стало відомо, що принаймні частину військовиків захопили в полон. Згідно з повідомленням Президента Володимира Зеленського, упродовж першого дня українська армія в боях із армією РФ втратила 137 військовослужбовців, серед них 10 офіцерів. Наступного дня парламентський заступник державного секретаря зі збройних сил Джеймс Гіпі доповів про загибель із початку вторгнення 194 українських військовослужбовців, а також 57 цивільних.
12 березня, вперше після 24 лютого, Президент України Володимир Зеленський назвав втрати Збройних Сил України у війні з Росією: орієнтовно 1300 українських військовиків загинули. 16 квітня 2022 року в інтерв'ю телерадіокомпанії CNN Зеленський повідомив, що на війні загинуло від 2500 до 3000 українських військових. 11 червня радник голови Офісу президента Олексій Арестович заявив, що загальні втрати серед захисників України дорівнюють близько 10 тис. осіб.
За даними правління штабу Нацгвардії, станом на травень 2022 року загинули 501 військовий Нацгвардії, поранені 1697.
Згідно з Управлінням Верховного комісара ООН із прав людини, станом на 27 червня 2022 року в Україні підтверджено загибель 4 731 і поранення 5 900 цивільних людей, водночас наголошено, що повні втрати значно більші.
Президент України Володимир Зеленський в інтерв'ю американському виданню Newsmax 1 червня заявив, що в ході російсько-української війни щодня гинуть від 60 до 100 українських військовиків, ще близько 500 зазнають поранень.
За інформацією Головнокомандувача Збройних Сил України Валерія Залужного 22 серпня, від початку широкого вторгнення Росії загинуло майже 9 тис. українських військовиків.
Згідно з заявою першого заступника міністра внутрішніх справ України Євгенія Єніна в ефірі телемарафону #UAразом 2 вересня 2022 року, з початку війни в результаті ворожих обстрілів загинуло понад 7 тис. мирних жителів, 5,5 тис. отримали поранення.
За даними МОЗ України, внаслідок повномасштабного вторгнення Росії в Україні загинули 24 медичні працівники, ще 61 був поранений.
1 грудня 2022 року, радник глави Офісу президента Михайло Подоляк в ефірі 24 каналу заявив, що втрати української армії склали до 13 тис. військових. «У нас є офіційні оцінки Генерального штабу, є офіційні оцінки, які говорить Верховний головнокомандувач. І вони в нас сягають від 10 до 12,5-13 тис. загиблих. Тобто, ми відкрито говоримо про кількість загиблих», — сказав Подоляк.
Станом на 18 вересня 2023 року, дослідники російського військо-аналітичного порталу «LostArmour» вважали, що силові структури України (ЗСУ, ВПС, Національна гвардія, прикордонники, Національна поліція, ВМСУ) загалом втратили 2581 офіцерів, в тому числі, 218 молодших лейтенантів, 495 лейтенантів, 763 старших лейтенантів, 439 капітанів, 262 майорів, 156 підполковників, 77 полковників, 53 молодших і 55 старших офіцерів запасу, 9 іноземців-офіцерів.
Міністр оборони України Олексій Резніков у інтерв'ю в квітні 2023 року повідомив, що кількість загиблих з боку України менша, ніж від землетрусу в Туреччини, що стався в лютому 2023 року. Тобто, не досягає 50 тис.
Як повідомила заступниця постійного представника України при міжнародних організаціях у Відні Наталія Костенко 6 липня 2023 року, втрати Сил оборони України у 8 разів менші, ніж втрати росіян, які зосереджені на захопленні територій за будь-яку ціну.
Згідно з даними сайту «Книга пам'яті полеглих за Україну», з українського боку з лютого 2022 по листопад 2023 загинуло 24,5 тис. осіб, 15 тис. зникли безвісти, 3400 потрапили в полон.

## Втрати цивільного населення
Першими відомими цивільними жертвами з початку російського вторгнення в Україну стали громадяни України з яскраво вираженою проукраїнською позицією. 3 березня 2014 року у Криму Решат Аметов був викрадений з мітингу на підтримку України і страчений російськими спецслужбами. Першою цивільною жертвою за межами Криму став Дмитро Чернявський, активіст «Свободи» з Донеччини, що був убитий 13 березня 2014 року на проукраїнському мітингу в Донецьку. З початком бойових дій на Донбасі, першою цивільною жертвою став депутат горлівської міськради Володимир Рибак, що був 17 квітня викрадений проросійськими бойовиками і після численних тортур страчений 19 квітня.
Станом на 10 липня 2014 на сході загинуло 478 цивільних жителів.
Ескалація бойових дій взимку 2015 року вилилася у низку надзвичайно кривавих терактів та обстрілів цивільного населення. 13 січня 2015 року контрольно-пропускний пункт поблизу Волновахи був обстріляний проросійськими бойовиками з реактивної системи залпового вогню «Град», внаслідок чого загинуло 13 та було поранено 18 пасажирів рейсового автобуса. 22 січня проросійськими військовими здійснено мінометний обстріл зупинки громадського транспорту «Завод Донгормаш» Ленінського району Донецька, внаслідок чого загинули 8 та поранено 13 жителів міста. 24 січня 2015 року проросійським незаконним збройним угруповуванням «ДНР» із лівобережжя річки Кальміус було вчинено серію артилерійських обстрілів по житловому мікрорайону «Східний» міста Маріуполь та блокпостах Збройних сил України, у результаті чого загинули 30 мешканців міста та військовослужбовець, а також 117 осіб поранено. Відповідальність за здійснення терористичних актів в обласному центрі Донецької області офіційно взяв на себе лідер терористичної організації «ДНР» Олександр Захарченко. 10 лютого 2015 року проросійські формування завдали артилерійського удару з великокаліберної системи залпового вогню, використовуючи касетні боєприпаси, по житлових кварталах Краматорська та військового аеродрому поблизу міста. Загинули 10 мирних жителів, поранені 64 особи, серед них 5 дітей.
22 лютого 2015 року у Харкові відбувся теракт під час Маршу єдності — урочисту ходу було підірвано вибуховим пристроєм, загинуло 4 людини і 9 осіб дістали поранення.
Станом на 29 вересня 2015 року, за словами Президента України Петра Порошенка, загинуло 6000 мирних жителів.
Станом на кінець 2015 року, за найбільш обережними оцінками ООН, у конфлікті загинуло понад 2000 мирних жителів.
Станом на 15 серпня 2017 року, за даними ООН, загинуло щонайменше 2803 цивільних осіб (2505 мирних жителів і 298 пасажирів рейсу MH-17) від початку війни на Донбасі у квітні 2014 року.

### Внутрішньо переміщені особи та біженці
Кількість внутрішньо переміщених осіб в Україні, як з Криму, так і зі східних регіонів країни, на травень 2014 року досягла 10 тис. осіб, з яких щонайменше третина — діти, повідомляє Управління Верховного комісара ООН у справах біженців, а станом на березень 2015 року, за даними ООН, число внутрішньо переміщених осіб всередині України сягнуло 1 мільйона 177 тис. осіб, за кордоном налічувалося понад 760 тис. біженців, таким чином загальне число осіб, що покинули свої домівки становило майже 2 млн осіб.

## Втрати третіх держав
17 липня 2014 року з території, що контролюється терористами, було збито російською стороною пасажирський літак Боїнг 777 рейсу MH17 «Малайзійських авіаліній». Усі 298 осіб на борту, з яких 80 пасажирів — діти, включаючи 3-х немовлят, загинули.
Від обстрілу загинув італійський журналіст Андреа Рокеллі (з російським перекладачем Андрієм Мироновим).
24 лютого 2022 року поблизу Одеси стався вибух на турецькому судні. Ніхто не постраждав, судно спрямували до Румунії.
25 лютого 2022 року в нейтральних водах Чорного моря було пошкоджено комерційне судно під прапором Молдови з російськими моряками.
25 лютого 2022 року о 12:10 на якірній стоянці морського торговельного порту «Південний» у північно-західній частині Чорного моря після влучення ракети пошкоджено судно «NAMURA QUEEN», яке веде морехідну діяльність під державним прапором Панами.
26 лютого 2022 року російський військовий корабель дружнім вогнем збив військовий літак Росії над Чорним морем.
2 березня 2022 року в порту «Ольвія» російська ракета пошкодила судно під прапором Бангладешу «Banglar Samriddhi», спалахнула пожежа. Росіяни вбили одного члена екіпажу, решту захопили в заручники.
3 березня в одеському порту внаслідок вибуху затонуло естонське вантажне судно «Helt», екіпаж врятувався.
11 квітня 2022 року окупанти захопили в полон екіпаж вантажного судна «SMARTA» під прапором Ліберії та вивезли їх у невідомому напрямку.

## Техніка

### з 2022
У результаті повітряної атаки російських військ на аеропорт Гостомель під Києвом частково згорів один із найбільших і найпотужніших літаків у світі українського виробництва — АН-225 «Мрія».
Російська сторона в особі прессекретаря Міністерства оборони РФ генерал-майора Ігоря Конашенкова заявила, що нібито Збройні сили Росії за весь час знищили майже 1 тис. об'єктів військової інфраструктури України «в рамках спеціальної операції на Донбасі», зокрема 38 літаків, 7 вертольотів, 11 безпілотних літальних апаратів і 2 тактичні ракети «Точка-У».
Фрегат «Гетьман Сагайдачний», який перебував на ремонті в Миколаєві, затопили, щоб не дістався ворогові.

## Втрати росіян та колаборантів

### Незалежні дані щодо російських втрат
| Дата оцінки    | Втрати                              | Джерело                    | Примітки |
| -------------- | ----------------------------------- | -------------------------- | --- |
| серпень 2017   | ~3800—4800                          | Оцінка на основі даних ООН | Кількість загиблих бойовиків та регулярних російських солдат. Загалом нараховувалося 10255 загиблих у збройному конфлікті, з них 2803 мирних і ~3500 українських військових.              |
| 30 червня 2021 | ~5800 вбитих, 12800—13800 поранених | Дані ООН                   | Кількість загиблих бойовиків та регулярних російських солдат. Загальна оцінка 13200—13400 загиблих у збройному конфлікті, з них — понад 3390 цивільних та ~4200 українських військовиків. |

За даними розвідки США, станом на березень 2015 року на Донбасі загинуло 400—500 військовослужбовців РФ.
9 жовтня 2015 року віцепрезидент Атлантичної ради Деймон Вілсон в інтерв'ю повідомив, що у бойових діях на Донбасі загинуло 700—1200 солдат РФ.
За підрахунками журналу Forbes, станом на 12 березня українська армія знищила військової техніки РФ на понад 5 млрд доларів
Станом на середину червня британська розвідка оцінювала втрати Росії в Україні приблизно в 20 тис. людей.
Дослідники інтернет-видання «Важные истории» станом на 10 листопада 2022 року відзначили підтвердження у відкритих джерелах загибелі 8003 військових ЗС РФ.
Станом на 10 грудня 2022 року, адміністраторами телеграм-каналу «Горюшко» на основі відкритих джерел були встановлені імена 9454 російських військових та бійців ПВК, знищених в ході повномасштабного вторгнення РФ в Україну. В лютому-березні було зафіксовано 1072 вбитих, в квітні — 860, в травні — 1138, в червні — 1067, в липні — 865, в серпні — 658, у вересні — 884, у жовтні — 1278, у листопаді — 1208, у грудні — 422
Анонімний OSINT-дослідник Necro Mancer, що займається встановленням, документацією і аналізом подій російсько-української війни, станом на 10 травня 2022 року зафіксував імена щонайменш 8047 вбитих (включаючи небойові втрати) російських загабників та місцевих проросійських колаборантів, що загинули під час вторгнення в Україну. Інший OSINT-дослідник «Герой в мешке» на основі відкритих джерел станом на 24 серпня 2022 року встановив імена 5005 ліквідованих російських загарбників та бойовиків з ОРДЛО.
Станом на 28 лютого 2023 року, чеська моніторингова група «Russian Officers killed in Ukraine» повідомила, що в Україні було ліквідовано 1868 російських генералів та офіцерів, в тому числі, 10 генералів (2 генерал-лейтенанти та 8 генерал-майорів), 53 полковники, 125 підполковників, 250 майорів, 350 капітанів, 589 старших лейтенантів, 314 лейтенантів, 13 молодших лейтенантів, 67 молодших офіцерів запасу, 60 старших офіцера запасу.
За оцінкою CSIS, на кінець лютого 2023 року загальні втрати РФ убитими та пораненими становлять 200—250 тис., включаючи 60-70 тис. загиблих (включаючи втрати самопроголошених ДНР та ЛНР та найманців ПВК «Вагнер»). Втрати РФ за рік війни з Україною перевищили втрати СРСР та Росії у всіх війнах після Другої світової разом узятих. Темп втрат також значно перевищує втрати у минулих війнах — у Чеченських війнах російська армія втрачала від 95 до 185 вояк на місяць, в Афганістані — 130—145, в Україні — 5-5,8 тис. вбитих на місяць.
15 лютого 2024 року The New York Times з посиланням на американського чиновника повідомила, що, за оцінкою Пентагону, втрати російської армії з початку повномасштабної війни в Україні становили близько 60 тис. людей загиблими та приблизно 300 тис. разом із пораненими.
Станом на 19 квітня 2024 журналістам видання «Кавказ.реалії» на основі відкритих джерел були встановлені імена 7373 ліквідованих російських військових — уродженців та жителів Північного Кавказу та Півдня Росії (Чечня, Дагестан, Адигея, Інгушетія, Карачаєво-Черкесія, Краснодарський край, Калмикія, Кабардино-Балкарія, Північна Осетія, Ставропольський край).
7 грудня 2024 року Дональд Трамп прокоментував наступ сирійських повстанців, зазначивши, що Росія не може його зупинити через те, що «пов'язана в Україні» і втратила там понад 600 000 своїх солдатів.

### Українські дані щодо російських втрат
| Дата оцінки     | Втрати                                 | Джерело                   | Примітки                                                                                                 |
| --------------- | -------------------------------------- | ------------------------- | --- |
| 3 грудня 2014   | 8000 загиблих                          | Прес-центр АТО            | Включаючи всіх антиурядових найманців, сепаратистів і російських військових                              |
| 16 березня 2015 | 14,600 загиблих                        | ЗСУ, Валентин Федічєв     | Включаючи всіх антиурядових найманців, сепаратистів і російських військових                              |
| 15 березня 2016 | Понад 1600 загиблих і зниклих безвісти | СБУ, Олександр Ткачук     | Включаючи лише кадрових російських військових                                                            |
| 22 березня 2016 | 2000 загиблих                          | СБУ, Василь Грицак        | Громадян РФ (сумарно кадрових військових і найманців)                                                    |
| 15 червня 2017  | 1757 вбитих                            | ГУР України               | За період 04.2015 — 05.2017. Включаючи всіх антиурядових найманців, сепаратистів і російських військових |
| 4 січня 2019    | 833 вбитих і 1341 поранених            | Офіцер ЗСУ Олександр Грім | За 2018 рік. Включаючи всіх антиурядових найманців, сепаратистів і російських військових                 |

Загалом за перший день повномасштабного вторгнення втрати окупанта оцінювалися Міністерством оборони України як: близько 800 вбитих, знищено 500 одиниць техніки, 2 батальйони покинули техніку та пішим порядком покинули позиції.
4 серпня 2023 року на сайті «Потерь.нет» (спільний проєкт МВС України та Головного управління розвідки Міноборони України) було заявлено про ідентифікацію 61431 загиблого російського військового.

### Російські дані щодо власних втрат
| Дата оцінки     | Втрати                                   | Джерело                                  | Примітки                                                                                                 |
| --------------- | ---------------------------------------- | ---------------------------------------- | --- |
| 26 серпня 2015  | Понад 2000 загиблих Понад 3200 поранених | РФ, «Ділове життя»                       | Включаючи лише кадрових російських військових, що отримали визнання учасника бойових дій в Україні       |
| 21 вересня 2022 | 5937 загиблих                            | Міноборони РФ                            | Включаючи лише кадрових російських військових, що загинули під час повномасштабного вторгнення в Україну |
| 22 грудня 2022  | 4163 вбитих, 17 329 поранених            | Міноборони т.з. «ДНР»                    | Включаючи лише бойовиків 1 АК ДНР, що загинули під час повномасштабного вторгнення в Україну             |
| 6 січня 2023    | понад 1200 убитих                        | Військово-історичний ресрус «Солдаты РФ» | Включаючи лише бойовиків 2 АК ЛНР, що загинули під час повномасштабного вторгнення в Україну             |
| 4 грудня 2024   | понад 5400 убитих                        | cайт "Кавказский узел"                   | офіційно визнані російською владою загиблі солдати з регіонів півдня Росії під час повномасштабної війни |

Відповідно до доповіді «Путін. Війна» російського опозиційного політика Бориса Нємцова, в Україні загинуло щонайменше 220 російських військових.

#### З 2022
26 лютого 2022 року віцепрем'єрка Ірина Верещук звернулася до Червоного хреста з проханням про допомогу у вивезенні тіл ліквідованих російських окупантів із території України. Наступного дня, 27 лютого, настоятель ПЦУ Епіфаній з подібним проханням звернувся до керівництва РПЦ. У зверненні йшлося про 3000 тіл загиблих
25 лютого 2022 року, коли втрати російських загарбників за українськими підрахунками сягали понад 1000 осіб, представник Міністерства оборони Росії І. Конашенков звітував, що «втрат у збройних силах Росії немає».
26 лютого 2022 року, на 3-й день війни, в Росії вперше визнали загибель 1 російського військового в Україні, причому це було зроблено не центральною владою, а регіональною — головою Дагестану. У наступні дні ще були поодинокі визнання, зроблені владами регіонального рівня. 2 березня 2022 року Міноборони Росії вперше оприлюднило дані щодо військових втрат Росії в Україні, знизивши їх у своєму звіті щонайменше у 12 разів від фактичних. Увечері 27 лютого Міністерство оборони РФ визнало наявність убитих і поранених «в ході спецоперації Росії в Донбасі», не назвавши конкретних цифр. Вночі на сайті інформаційного агентства Росії ТАРС з'явилися дані про загальні втрати Росії у війні: 14 літаків, 5 вертольотів, 102 танки, 536 бронемашин, 15 артилерійських установок, 1 зенітно-ракетний комплекс «Бук», понад 3500 солдатів. Ці дані збігалися з тими, які надавала українська влада. Невдовзі ця інформація була видалена з сайту. 21 березня російське видання «Комсомольська правда» оприлюднило дані щодо втрат живої сили від Міноборони Росії — 9861 вбитими та 16 153 пораненими військовослужбовцями.
25 березня 2022 року Міністерство оборони Росії вперше з 2 березня оновило інформацію щодо кількості російських військових, які загинули за місяць так званої «спецоперації» в Україні. За його даними, було ліквідовано 1351 російського військовослужбовця, тоді як, згідно з даними Генштабу ЗСУ — ліквідованих російських загарбників в понад як 10 разів більше — понад 16 тис.
Прессекретар Володимира Путіна Дмитро Пєсков 7 квітня визнав у інтерв'ю для британського телеканалу «Sky News», що Росія зазнає значних втрат в Україні та назвав це «великою трагедією» для Росії.
Дослідники групи «Медіазона» станом на 24 березня 2023 року в російських ЗМІ зафіксували підтвердження загибелі не менше 18 023 російських військовиків, серед яких щонайменше 3150 найманців ПВК (у тому числі 2259 завербованих в'язнів), 2110 мотострільців, 1905 добровольців, 1629 десантників, 1617 мобілізованих, 588 морських піхотинців, 563 танкістів, 437 росгвардійців, 427 артилеристів, 403 спецназівців, 150 моряків, 130 льотчиків та 115 інженерів. РФ з початку вторгнення втратила майже 2000 офіцерів, 211 з них — це старший та вищий склад (підполковники, полковники та генерали). Дослідники Російської служби Бі-бі-сі станом на 29 квітня 2022 року відзначили підтвердження у відкритих джерелах загибелі 1899 російських військовиків, а станом на 24 червня — 4010, і є підстави вважати, що це на 40-60 % менше повної кількості лише похованих у Росії військовиків, загиблих при вторгненні.
7 травня 2022 року під час брифінгу в кабміні Республіки Татарстан з нагоди підготовки до Дня Перемоги глава республіки Рустам Мінніханов повідомив, що під час «спецоперації» загинули 62 військовики з Татарстану.
6 червня Світлогірський міський суд Калінінградської області визнав забороненою інформацією список загиблих в Україні російських солдатів, зібраний псковським інтернет-виданням 60.RU за відкритими джерелами, після чого аналогічні списки видалили й кілька інших ЗМІ.

«Нова газета» з'ясувала, що станом на 14 липня 2022 російська влада виділила сім'ям загиблих і поранених на війні 113 млрд рублів. Це засвідчує, що російська армія вже втратила близько 15—17 тис. людей убитими та пораненими — кожного десятого від початкового угруповання.
В перші дні широкомасштабного вторгнення, з кінця лютого 2022 року, російські окупанти почали проводити примусову мобілізацію населення на територіях ОРДЛО, включаючи самопроголошені республіки ДНР і ЛНР. Мобілізація проводилася як через видачу повісток за адресою проживання, так і через затримання на вулиці чи на роботі та доправлення затриманих до військкоматів силоміць. Виїзд чоловікам у віці 18—55 років з ОРДЛО окупаційною владою було заборонено. Арестович в інтерв'ю 17 квітня 2022 року озвучив кількість втрат серед мобілізованих в ОРДЛО приблизно 20 тис. осіб убитими та пораненими. До кінця квітня 2022 року російські окупанти практично вичерпали ресурс для примусової мобілізації в ОРДЛО згідно з вимогами до солдатів, тому з 20 квітня 2022 року припинили проведення медичних оглядів мобілізованого особового складу.
З 22 грудня 2022 ватажки терористичного угруповання «ДНР» перестали публікувати дані про втрати своїх бойовиків. Терористи з «ЛНР» про втрати бойовиків взагалі не повідомляли, але дослідники російської служби Бі-бі-сі припускають, що на основі відкритих джерел, можна говорити про загибель щонайменше 4500 колаборантів з Донеччини та понад 1300 — з Луганщини. Крім цього, в соцмережах Бі-бі-сі виявила понад 4400 повідомлень і постів людей, які шукають своїх родичів чоловічої статі, які опинилися в лавах «народних міліцій» і давно не виходили на зв'язок. Деякі з тих, кого шукали у перші місяці війни, вже повернулися додому «вантажем 200».

### Дані блогерів і журналістів щодо російських втрат
| Період                              | Оцінка втрат                                                   | Джерело                                                                              | Примітки |
| ----------------------------------- | -------------------------------------------------------------- | ------------------------------------------------------------------------------------ | --- |
| 14 червня — 7 вересня 2014          | 103 вбитих і 378 поранених                                     | Група «Інформаційний спротив»                                                        | Лише кадрові військові ЗС РФ                                                                                    |
| 24 лютого 2022 — 24 лютого 2025     | 100000 вбитих                                                  | Телеграм-канал «Горюшко»[неавторитетне джерело][оригінальне дослідження?]            | Поіменно встановлені за допомогою відкритих джерел громадяни РФ (окрім тих, що служили у лавах бойовиків ОРДЛО) |
| 24 лютого 2022 — 23 грудня 2023     | 994 вбитих                                                     | Телеграм-канал «Груз-200 ЛыДыныры»                                                   | Поіменно встановлені за допомогою відкритих джерел бойовики так званих "ДНР та «ЛНР»                            |
| 18 березня 2014 — 6 грудня 2024     | 23 268 вбитих[неавторитетне джерело][оригінальне дослідження?] | Група OSINT-дослідників «Necro Mancer»                                               | Поіменно встановлені за допомогою відкритих джерел військові РФ та бойовики ОРДЛО                               |
| 24 лютого 2022 — 12 травня 2023     | ~30 644 вбитих                                                 | «Медиазона», BBC Росія                                                               | Поіменно встановлені за допомогою відкритих джерел військові РФ, бойовики ОРДЛО та найманці російських ПВК      |
| 18 березня 2014 — 11 лютого 2024    | 1495 вбитих                                                    | Телеграм-канал «Двухсотый»[неавторитетне джерело][оригінальне дослідження?]          | Поіменно встановлені за допомогою відкритих джерел військові РФ та бойовики ОРДЛО                               |
| 24 лютого 2022 — 14 червня 2023     | 3487 вбитих                                                    | Телеграм-канал «Ща Вагнера отъедут»[неавторитетне джерело][оригінальне дослідження?] | Поіменно встановлені за допомогою відкритих джерел найманці ПВК Вагнера                                         |
| 24 лютого 2022 — 27 лютого 2023     | 1365 зниклих безвісти                                          | «Новая газета Европа»                                                                | Поіменно встановлені зниклі безвісти військові РФ                                                               |
| 24 лютого 2022 — 5 листопада 2024   | 78 802 загиблих                                                | Інтернет видання «Poteru.net»                                                        | Поіменно встановлені за допомогою відкритих джерел військові РФ, найманці ПВК та бойовики ОРДЛО                 |
| 18 березня 2014 — 23 листопада 2024 | 80 167 вбитих                                                  | Інтернет видання «Потерь.нet»                                                        | Поіменно встановлені за допомогою відкритих джерел військові РФ, найманці ПВК та бойовики ОРДЛО                 |

Вже в перші дні агресії російські загарбники зазнали значних втрат у живій силі й техніці. У своїй новітній історії Росія ще в жодній війні не зазнавала таких великих втрат за такий короткий час.
На березень 2022 року питомі втрати російської окупаційної армії становили щонайменше 0,028 % на день або у 2 рази більше, ніж у війні армії СРСР з гітлерівською Німеччиною.
З різних відкритих джерел та публікацій журналістів станом з 24 лютого на 12 серпня 2022 відомо про загибель щонайменше 33 іноземних громадян у лавах російської армії (1 білорус, 16 осетинів, 6 таджиків, 7 киргизів, 1 італієць, 1 серб, 1 абхаз)[джерело?].

### Окремі епізоди
За даними спікера АТО Владислава Селезньова тільки з 27 травня по 3 червня 2014 року — понад 600: більш ніж 300 вбитих в боях за аеропорт в місті Донецьку, 300 вбитих 3 червня, 40 вбитих бойовиків в бою за аеропорт Краматорська.[джерело?]
Звіт про втрати в аеропорту Донецька.
Українськими силовиками знищено більш ніж 300 ополченців.
Біля аеродрому в Краматорську в перестрілці знищено близько 40 бойовиків — Тимчук.
Сили АТО у четвер в червні 2014 року знищили близько 200 бойовиків на Донеччині.
1 липня 2014 року українська артилерія розгромила тренувальний табір терористів під Слов'янськом.
Сили АТО знищили біля 1000 бойовиків. Терористи намагаються домовитися про «коридор», 2 липня 2014.
У боях за населений пункт Щастя захоплено один танк і одну ЗУ-23-2.

### Полонені
За твердженням керівника Головного слідчого управління СБУ Василя Вовка, станом на 11 червня 2015 року в Україні утримуються під вартою 13 військовослужбовців Російської Федерації, а у списку осіб, по яких СБУ веде розслідування, перебуває 54 громадян РФ.
З відкритих джерел відомо про 24-х кадрових військовослужбовців Збройних сил РФ, що потрапили до українського полону за час бойових дій.

## Колаборанти та окупаційні чиновники
Чиновники-колабораціоністи та окупаційні гауляйтери з самого початку війни стали однією з пріоритетних цілей спецслужб, що діють у контакті з українськими партизанами. Головна мета таких операцій — не вбивство, а попередження про наслідки співпраці з російськими військовими.

## Втрати Північної Кореї
| Дата оцінки   | Втрати                                | Джерело                | Примітки |
| ------------- | ------------------------------------- | ---------------------- | -------- |
| 13 січня 2025 | 300+ вбитих, 2700 поранених           | оцінка Південної Кореї |          |
| 10 січня 2025 | 1200 вбитих та поранених              | оцінка США             |          |
| 9 січня 2025  | 4000 вбитих та поранених, 2 полонених | оцінка України         |          |

### Сайти-меморіали
- http://memorybook.org.ua/
- https://www.victims.memorial/
- https://www.ruspot.net/
- https://remember.wiki/